# Рангело Янга
Рангело Янга (нід. Rangelo Janga, нар. 16 квітня 1992, Роттердам, Нідерланди) — нідерландський футболіст, нападник національної збірної Кюрасао та румунського «ЧФР Клуж».

## Клубна кар'єра
У дорослому футболі дебютував 2010 року виступами за команду клубу «Віллем II», в якій провів два сезони, взявши участь у 24 матчах чемпіонату.
Згодом з 2012 по 2016 рік грав у складі команд клубів «Ексельсіор» (Роттердам), «Омонія» (Арадіппу) та «Дордрехт».
Влітку 2016 року став гравцем словацького «Тренчина», де відразу став основним виконавцем у лінії нападу. Протягом першого сезону в команді відзначився 14-ма голами у 31 грі. Наступного сезону забив ті ж 14 голів вже у перших 17 іграх словацької першості, привернувши цим увагу представників сильніших європейських чемпіонатів.
На початку 2018 року став гравцем бельгійського «Гента», де, утім, демонстрував суттєво скромнішу результативність і за півроку став гравцем лідера казахстанського футболу «Астани». За півтора сезони був орендований швейцарським «Лугано», а згодом нідерландським «Неймегеном».
Протягом 2021–2022 років грав на Кіпрі за «Аполлон», після чого приєднався до румунського «ЧФР Клуж».

## Виступи за збірну
2016 року дебютував в офіційних матчах у складі національної збірної Кюрасао.
У складі збірної був учасником розіграшу Золотого кубка КОНКАКАФ 2017 року в США.

## Титули і досягнення
- Чемпіон Казахстану (2):

«Астана»: 2018, 2019
- Володар Суперкубка Казахстану (1):

«Астана»: 2019
- Чемпіон Кіпру (1):

«Аполлон»: 2021–22
- Володар Суперкубка Кіпру (1):

«Аполлон»: 2022
Збірні
- Переможець Карибського кубка: 2017